# Cero pasquale

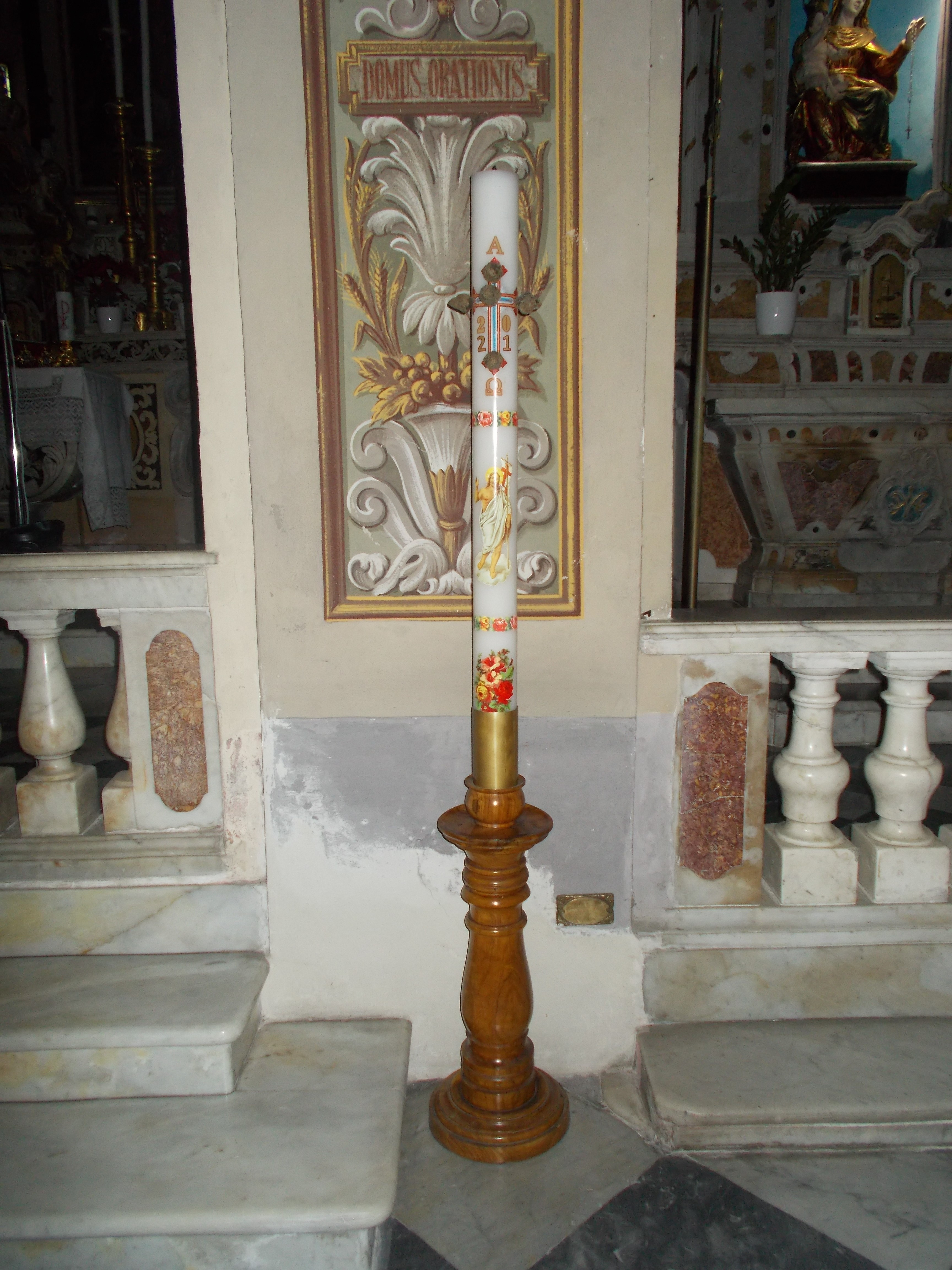
Cero pasquale.

Nella liturgia della Chiesa cattolica il cero pasquale è un cero che viene acceso all'inizio della solenne Veglia pasquale, e simboleggia la luce di Cristo risorto che vince le tenebre della morte e del male.

## Il cero pasquale durante la Veglia pasquale
Il rito romano attuale della veglia pasquale prevede che l'assemblea sia radunata in un luogo, fuori della chiesa o alla porta di essa, al buio, illuminato solo dal fuoco, dal quale si accende il cero pasquale, simbolo di Cristo. Per i cristiani esso è il segno del Cristo risorto luce vera del modo che illumina ogni uomo; è la luce della vita che impedisce di camminare nelle tenebre; è il segno della vita nuova in Cristo che, strappa dalle tenebre, e trasferisce i credenti nel regno della luce.
Dopo aver benedetto il fuoco, il sacerdote celebrante compie alcune incisioni sul cero o più spesso indica alcune incisioni già predisposteː una croce, simbolo di Cristo; poi l'alfa e l'omega, prima e ultima lettera dell'alfabeto greco, per indicare che Cristo è il principio e la fine di tutte le cose; le cifre dell'anno per significare che Gesù - Signore del tempo e della storia - vive oggi per noi; eventualmente può inserire al centro e alle estremità della croce cinque grani d'incenso in ricordo delle sante piaghe del Signoreː quella del costato e quelle delle mani e dei piedi. Nel compiere tali riti il sacerdote dice:
Principio e Fine, Alfa e Omega.

A lui appartengono il tempo e i secoli.

A lui la gloria e il potere per tutti i secoli in eterno. Amen.

Per mezzo delle sue sante piaghe gloriose,

ci protegga e ci custodisca il Cristo Signore.

Amen.»
(Liturgia della solenne Veglia pasquale)
Quindi al fuoco nuovo il sacerdote accende il cero pasquale, dicendo:
disperda le tenebre del cuore e dello spirito.»
(Liturgia della solenne Veglia pasquale)
Quindi si svolge la processione seguendo il cero pasquale verso l'altare. Il cero è portato dal diacono cantore (in sua mancanza il cantore può essere un laico o il celebrante stesso), mentre i ministri e i fedeli seguono recando in mano una candela. Il cantore, per tre volte innalza il cero, precisamente all'inizio della processione, poi alla soglia o a metà della chiesa e infine davanti all'altare e rivolto al popolo; ogni volta canta: Lumen Christi o Cristo luce del mondo, e l'assemblea risponde: Deo gratias, oppure Rendiamo grazie a Dio. Dopo la seconda invocazione, i ministri accendono le loro candele dal cero e diffondono la luce tra i fedeli. Al termine della processione vengono accese le luci della chiesa.
Il cero viene collocato nel suo candelabro ed eventualmente incensato dal celebrante. Il cantore, ricevuta la benedizione dal celebrante (o il celebrante stesso) proclama dall'ambone il preconio pasquale (Exsultet). 
Nella stessa veglia pasquale, se si benedice l'acqua battesimale, il cero pasquale, secondo l'opportunità, può essere immerso parzialmente nell'acqua una o tre volte dal celebrante, mentre benedice l'acqua.

## Il tempo pasquale
Il cero pasquale si accende durante tutte le celebrazioni liturgiche solenni - incluse le domeniche - del Tempo Pasquale. Durante la messa di Pentecoste è possibile un apposito rito per spegnere solennemente il cero pasquale, così come solennemente lo si era acceso durante la veglia pasquale, tuttavia, per non rischiare di sminuire il significato teologico del cero, la Conferenza Episcopale Italiana suggerisce di evitare tali riti.
Prima della riforma liturgica di Paolo VI il cero pasquale rimaneva acceso in ogni celebrazione dalla Veglia pasquale alla solennità dell'Ascensione di Gesù, quando veniva spento dal ministro mentre si leggeva il passo del Vangelo che descriveva l'ascensione di Gesù in cielo davanti ai discepoli.

## Altri utilizzi del cero pasquale
La liturgia prevede che il cero pasquale sia utilizzato anche in altre celebrazioni.

### Nel battesimo
Durante la celebrazione del battesimo dei bambini sotto i sei anni, uno dei genitori accende una candela al cero pasquale, mentre il celebrante pronuncia queste parole che mettono in evidenza il significato del cero come simbolo della Pasqua e della fede che scaturisce da essa:
è affidato questo segno pasquale,

fiamma che sempre dovete alimentare.

Abbiate cura che i vostri bambini, illuminati da Cristo,

vivano sempre come figli della luce;

e perseverando nella fede,

vadano incontro al Signore che viene,

con tutti i santi, nel regno dei cieli.»
(Liturgia del Battesimo)
Invece nel battesimo dei bambini in età di catechismo e degli adulti la candela accesa al cero pasquale è consegnata direttamente al battezzato.

### Nelle esequie
A partire dalla riforma liturgica decretata dal Concilio Vaticano II, il cero pasquale viene acceso anche durante la celebrazione delle esequie, e generalmente posto presso la bara del defunto, con il significato di illuminare il mistero della morte alla luce di Cristo risorto. In precedenza, invece, attorno al tumulo o alla bara del defunto veniva posto un numero variabile di candele, ma non il cero pasquale.

## Riforma liturgica di Pio XII

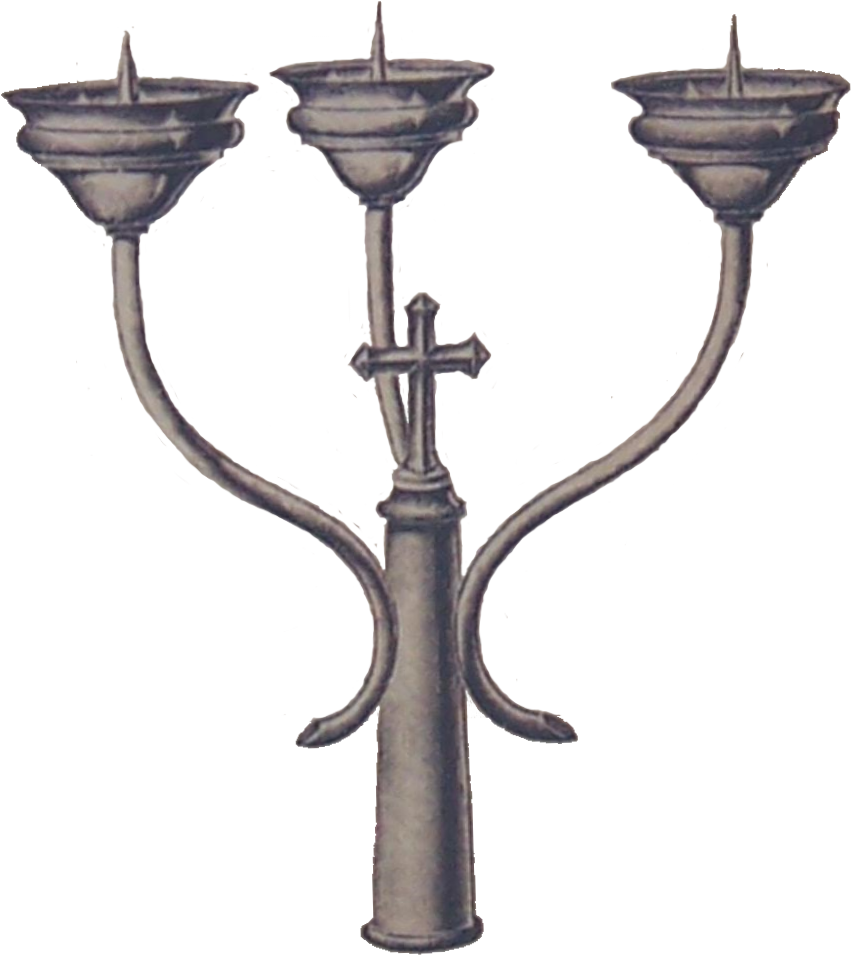
Puntale di un tricerio o arundine usato prima della riforma liturgica di papa Pio XII nella liturgia della Veglia pasquale nel mattino di Sabato santo.

La riforma liturgica della settimana santa, iniziata da Pio XII nel 1951 e resa obbligatoria a partire dal 1955, ha fatto risaltare di più l'importanza del cero pasquale. Prima di tale riforma, il cero stava fisso vicino all'altare e non era portato nella processione di ingresso della veglia pasquale. Al suo posto veniva portato il tricerio o arundine, un'asta lunga che termina con tre candele, che si accendevano una dopo l'altra al canto di Lumen Christi. A un intervallo del canto dell'Exsultet, si accendeva il cero pasquale usando una delle tre candele del tricerio, candele che venivano interpretate come rappresentanti le Tre Marie oppure la Santissima Trinità.

## Galleria d'immagini

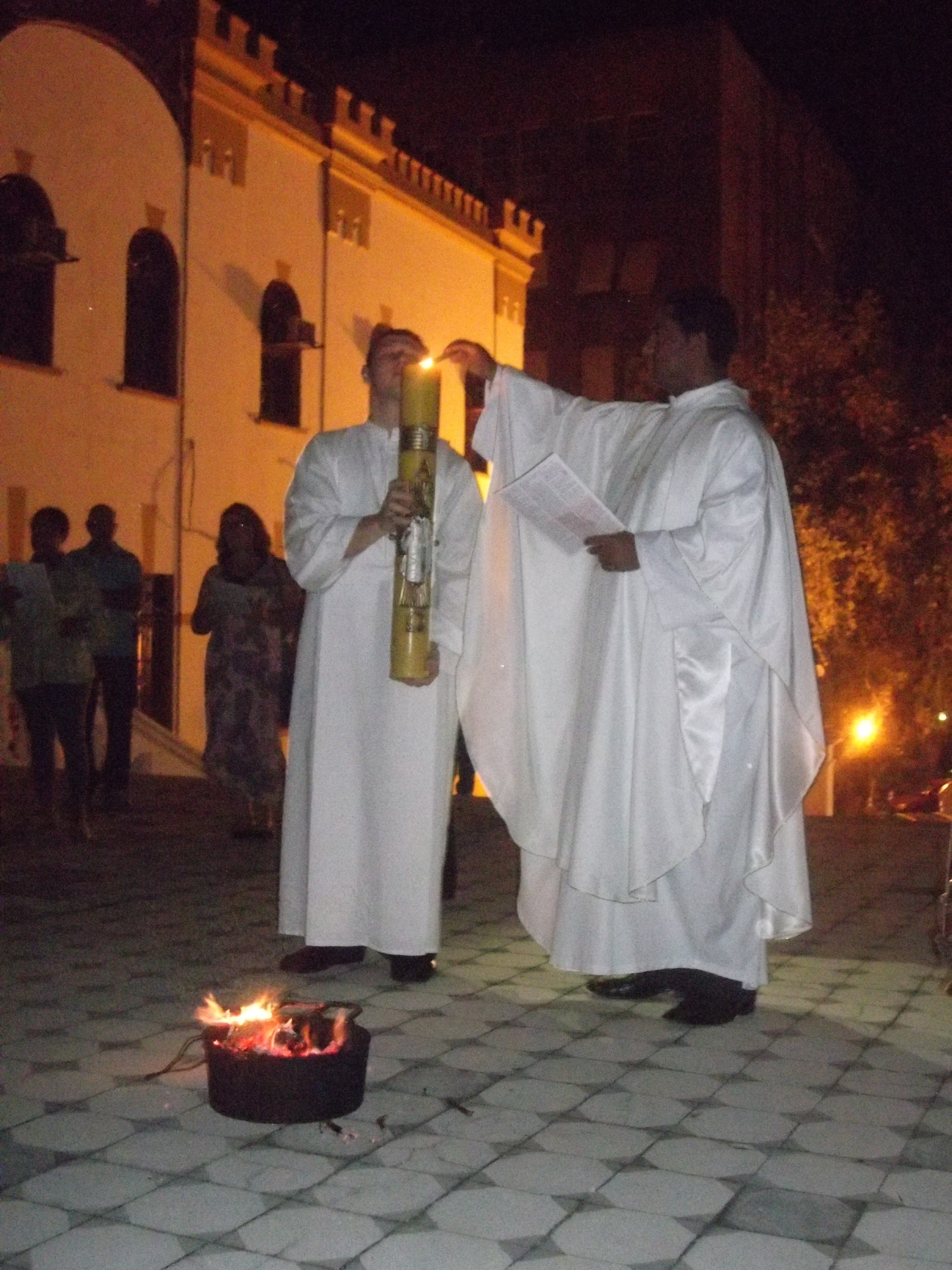
Accensione del cero pasquale (Chiesa di Nossa Senhora das Dores in Porto Alegre, Brasile - Veglia pasquale del 2013).
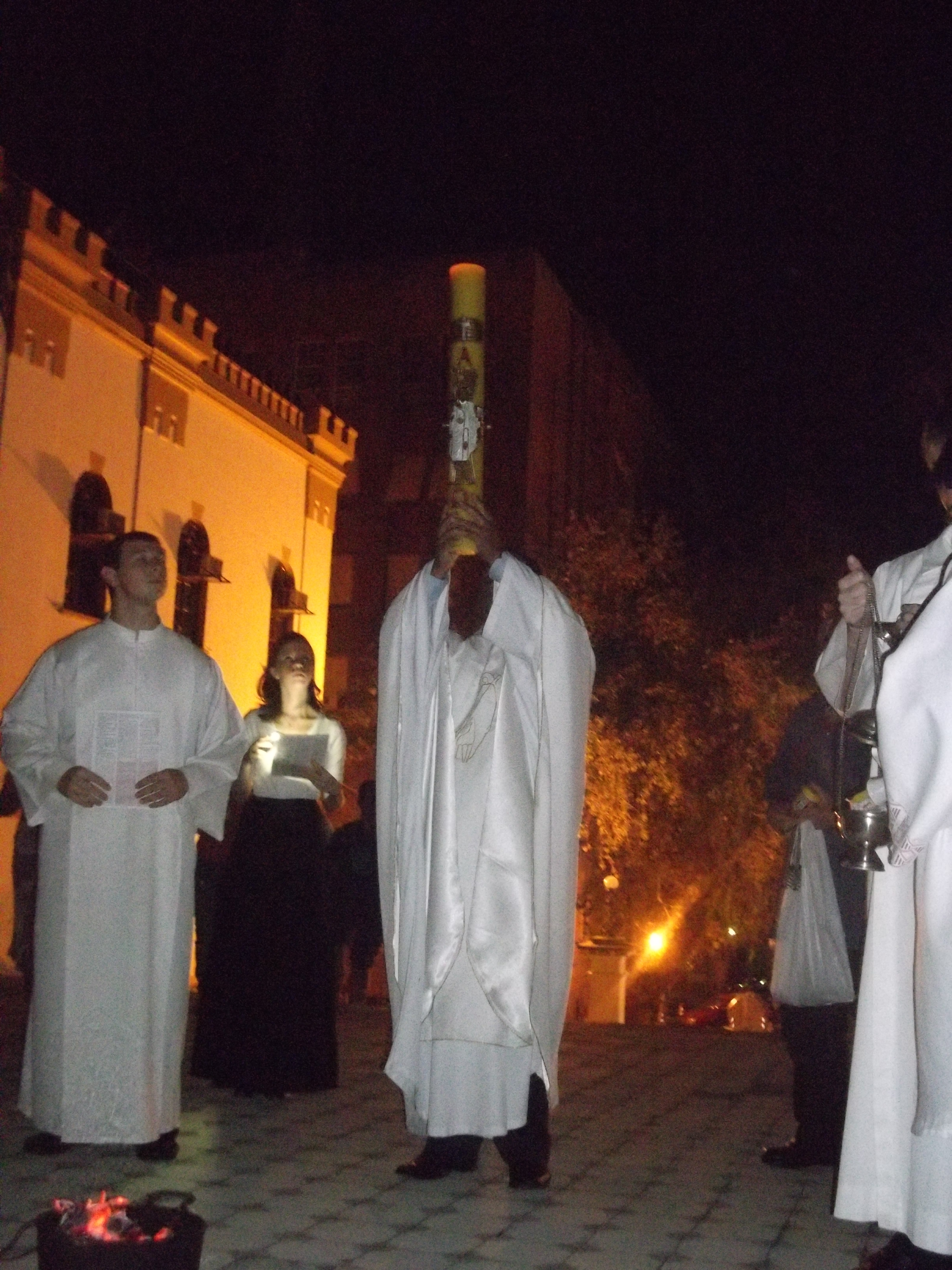
Processione del cero pasquale (Chiesa di Nossa Senhora das Dores in Porto Alegre, Brasile - Veglia pasquale del 2013).
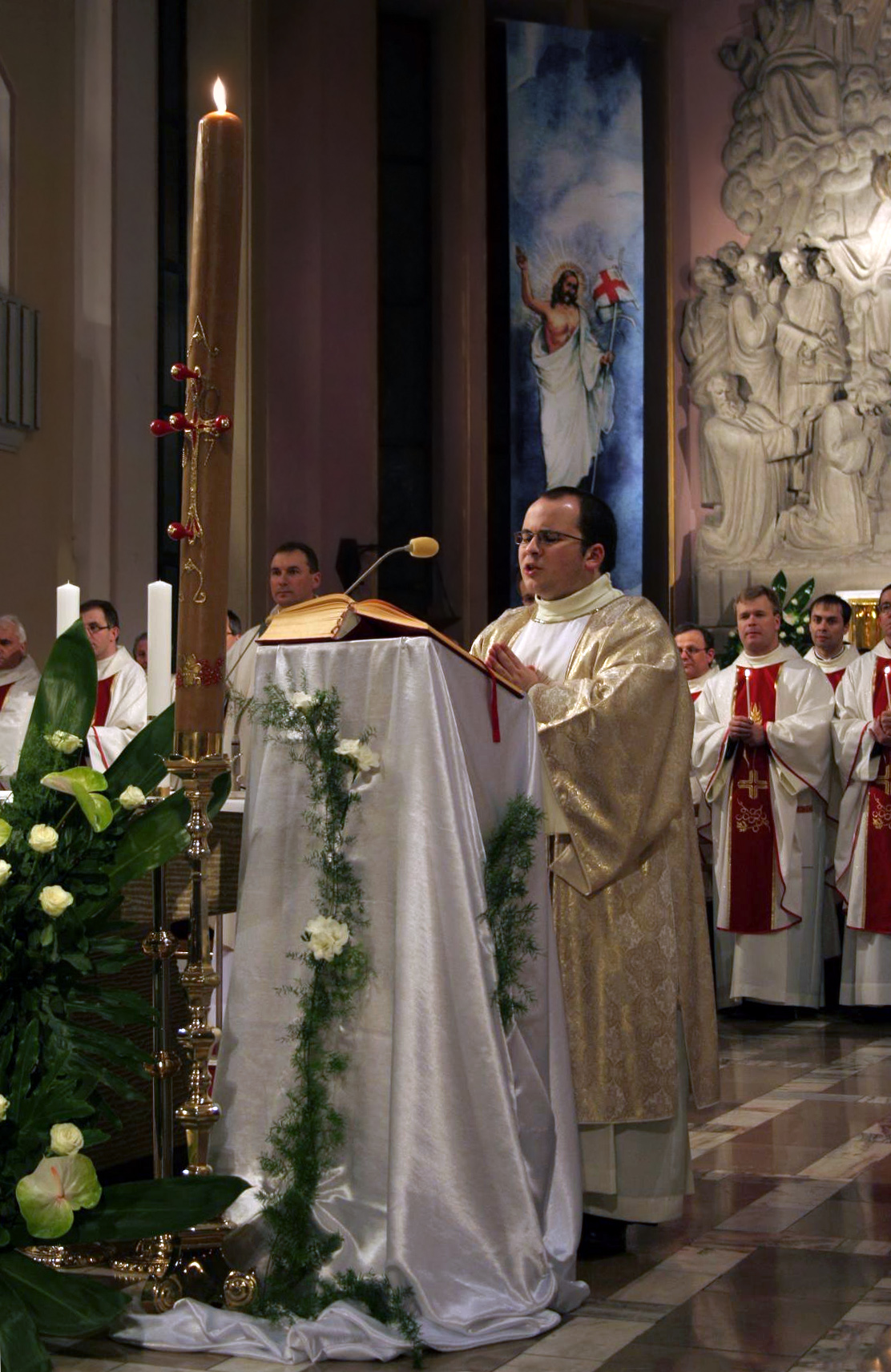
Il cero pasquale accanto all'ambone mentre viene cantato l'Exsultet e dove rimarrà fino a Pentecoste.
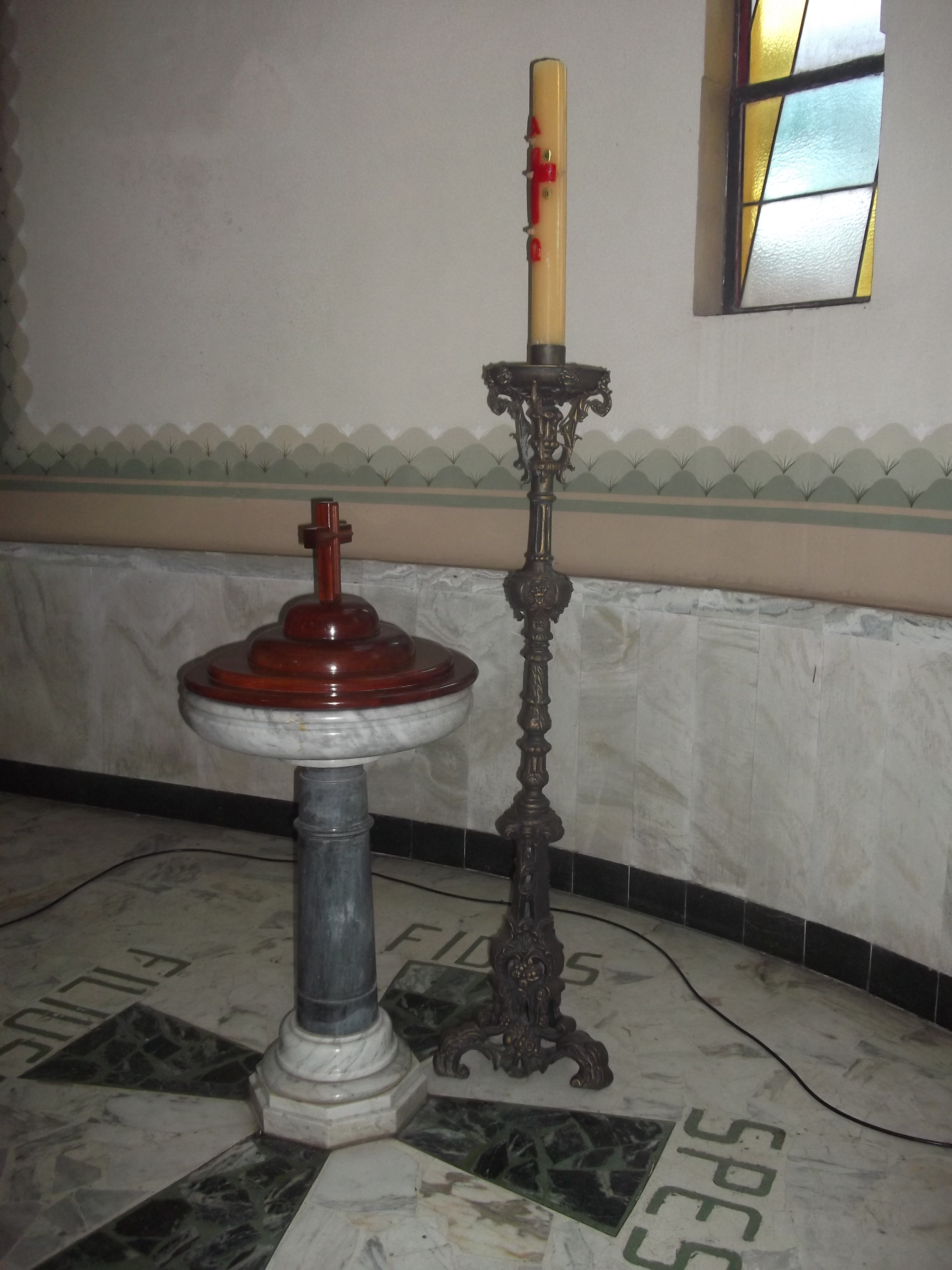
Il cero pasquale presso il fonte battesimale, dove rimane collocato fuori del tempo pasquale (Chiesa di Nostra Signora di Lourdes in Porto Alegre, Brasile).